# Mistrzostwa Europy w snookerze U-18
Mistrzostwa Europy w snookerze U-18 - amatorski turniej snookera dla juniorów do lat 18. Cykl wydarzeń jest zatwierdzony przez European Billiards and Snooker Association i odbywa się od 2016 roku.
W turnieju inauguracyjnym zwyciężył Tyler Rees, pokonując w finale swojego rodaka Jacksona Page’a wynikiem 5–2. Zwycięzca turnieju zostaje nagrodzony miejscem w rundzie kwalifikacyjnej Mistrzostw Świata w Snookerze. W turnieju w 2017 roku zwyciężył wicemistrz z 2016 roku i mistrz świata do lat 18 w snookerze Jackson Page, który w finale pokonał rozstawionego z numerem 8 Amira Nardeię 5–3.

## Finały
| Rok  | Miejsce          | Zwycięzca         | Finalista           | Wynik | Przypisy      |
| ---- | ---------------- | ----------------- | ------------------- | ----- | ------------- |
| 2016 | Wrocław          | Tyler Rees        | Jackson Page        | 5–2   | [ 4 ] [ 5 ]   |
| 2017 | Nikozja          | Jackson Page      | Amir Nardeia        | 5–3   | [ 6 ] [ 7 ]   |
| 2018 | Sofia            | Jackson Page      | Florian Nüßle       | 5–3   | [ 8 ] [ 9 ]   |
| 2019 | Ejlat            | Aaron Hill        | Dylan Emery         | 4–3   | [ 10 ] [ 11 ] |
| 2020 | Albufeira        | Aaron Hill        | Sean Maddocks       | 4–1   | [ 12 ] [ 13 ] |
| 2021 | Albufeira        | Ben Mertens       | Julien Leclercq     | 4–3   | [ 14 ] [ 15 ] |
| 2022 | Shëngjin         | Liam Davies       | Leone Crowley       | 4–1   | [ 16 ] [ 17 ] |
| 2023 | Saint Paul’s Bay | Bulcsú Révész     | Liam Pullen         | 4–3   | [ 18 ] [ 19 ] |
| 2024 | Sarajewo         | Bulcsú Révész     | Vladislav Grădinari | 4–0   | [ 20 ] [ 21 ] |
| 2025 | Antalya          | Michał Szubarczyk | Ethan Llewellyn     | 4–1   | [ 22 ] [ 23 ] |

## Statystyka

### Mistrzowie według kraju
| Kraj     | Tytuły | Gracze | Pierwszy tytuł | Ostatni tytuł | Według gracza (tytuły) |
| -------- | ------ | ------ | -------------- | ------------- | ---------------------- |
| Walia    | 4      | 3      | 2016           | 2022          | Jackson Page (2)       |
| Walia    | 4      | 3      | 2016           | 2022          | Tyler Rees (1)         |
| Walia    | 4      | 3      | 2016           | 2022          | Liam Davies (1)        |
| Irlandia | 2      | 1      | 2019           | 2020          | Aaron Hill (2)         |
| Węgry    | 2      | 1      | 2023           | 2024          | Bulcsú Révész (2)      |
| Belgia   | 1      | 1      | 2021           | 2021          | Ben Mertens (1)        |
| Polska   | 1      | 1      | 2025           | 2025          | Michał Szubarczyk (1)  |